# Un mondo a parte (film 2024)

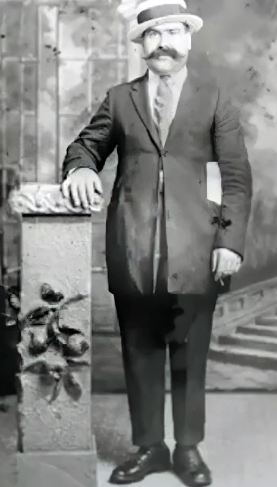
Cesidio Gentile detto Jurico

Un mondo a parte è un film del 2024 scritto e diretto da Riccardo Milani.

## Trama
Michele, insegnante a Roma nella scuola "Alberto Moravia", insoddisfatto della vita professionale condotta nella grande città, decide di dare una svolta alla propria esistenza trasferendosi nel piccolo paese marsicano di Rupe, nome di fantasia di Opi, nel cuore del parco nazionale d'Abruzzo. Insieme alla vicepreside Agnese dovrà tentare tutto il possibile per mantenere aperta la piccola scuola intitolata a Cesidio Gentile, il poeta e pastore abruzzese noto come "Jurico". La scuola pluriclasse, a causa del calo demografico particolarmente accentuato nelle aree interne e quindi per scarsità di nuove iscrizioni, sembra essere destinata alla soppressione e al conseguente accorpamento con la realtà scolastica di un centro turistico dell'alto Sangro, il paese immaginario di Castel Romito (toponimo che richiama Castel di Sangro). Attraverso alcuni stratagemmi e il particolare impegno degli insegnanti, la scuola verrà invece salvata, divenendo così un simbolo di speranza per il futuro dei piccoli comuni delle aree montane.

## Produzione
Il film è stato girato in Abruzzo nelle località montane del parco nazionale d'Abruzzo, Lazio e Molise di Pescasseroli, Opi, val Fondillo, Villetta Barrea, lago di Barrea e Civitella Alfedena, nel paese abbandonato di Sperone e nella piana del Fucino a Gioia dei Marsi. Alcune scene, con l'utilizzo di neve artificiale, sono state girate lungo la strada statale 83 Marsicana e nella città dell'Aquila, mentre quelle iniziali sono state realizzate a Roma.

## Colonna sonora
La colonna sonora originale è stata composta da Piernicola Di Muro e si compone di undici tracce. Le due canzoni del cantautore abruzzese Ivan Graziani presenti nel film sono Agnese e Taglia la testa al gallo, entrambe incluse nell'album Agnese dolce Agnese pubblicato nel 1979.

## Promozione
Il primo trailer del film è stato diffuso il 28 febbraio 2024.

## Distribuzione
Il film è stato presentato in anteprima assoluta nel cinema Ettore Scola di Pescasseroli il 21 marzo 2024, e nei cinema multisala abruzzesi di Avezzano, L'Aquila, Chieti e della provincia di Pescara ma anche a Roma, a Milano e in altri centri laziali e lombardi. Le anteprime cinematografiche sono state precedute da un tour realizzato in alcuni istituti scolastici del Lazio e delle Marche. Il film è stato distribuito nelle sale cinematografiche italiane da Medusa Film il 28 marzo 2024.
Nel 2025 è stata rilasciata anche una versione fisica in DVD.

## Accoglienza

### Incassi
Il film ha incassato 7397277 € con 1104237 presenze.

### Critica
Il film ha ottenuto recensioni favorevoli da parte dalla critica cinematografica italiana, che ne ha apprezzato la regia e sceneggiatura, oltre che l'interpretazione di Albanese e Raffaele.
Flavio Natalia di Ciak afferma che la regia di Milani basata sul «raccontare l’umanità delle persone con la chiave della commedia» riesce a «calarci in realtà rurali molto più diffuse di quanto si pensi». Anche Mauro Donzelli di Comingsoon.it scrive che il regista «mettere in luce un fenomeno spesso trascurato come la scomparsa di comunità rurali e montane», affermando che vi siano solo «un paio di situazioni che interrompono il ritmo oliato della storia» riguardo alla tematica. Apprezza inoltre l'intervento di «credibili attori per un giorno», sostenuti da una «credibile» Raffaele e «la mimica da fuoriclasse» di Albanese.
Valerio Sammarco del  Cinematografo afferma che il film mantiene in tutta la durata «un’indiscutibile vitalità», trovando tuttavia «qualche linea narrativa di troppo» come il tema dell'omosessualità adolescenziale. Il recensore sottolinea che sia leggibile la «consueta cifra» del regista, sebbene vi siano affinità riguardo agli aspetti culturali visibili in Io speriamo che me la cavo e Benvenuti al Sud.

## Riconoscimenti
- 2024 - Nastro d'argento
  - Migliore film commedia
  - Migliore attrice in un film commedia a Virginia Raffaele
- 2024[18][19] - Ciak d'oro
  - Migliore film commedia
  - Candidatura a miglior regista a Riccardo Milani
  - Candidatura a migliore attore ad Antonio Albanese
  - Candidatura a migliore attrice a Virginia Raffaele